# Lampang

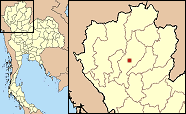
Lokalizacja miasta Lampang

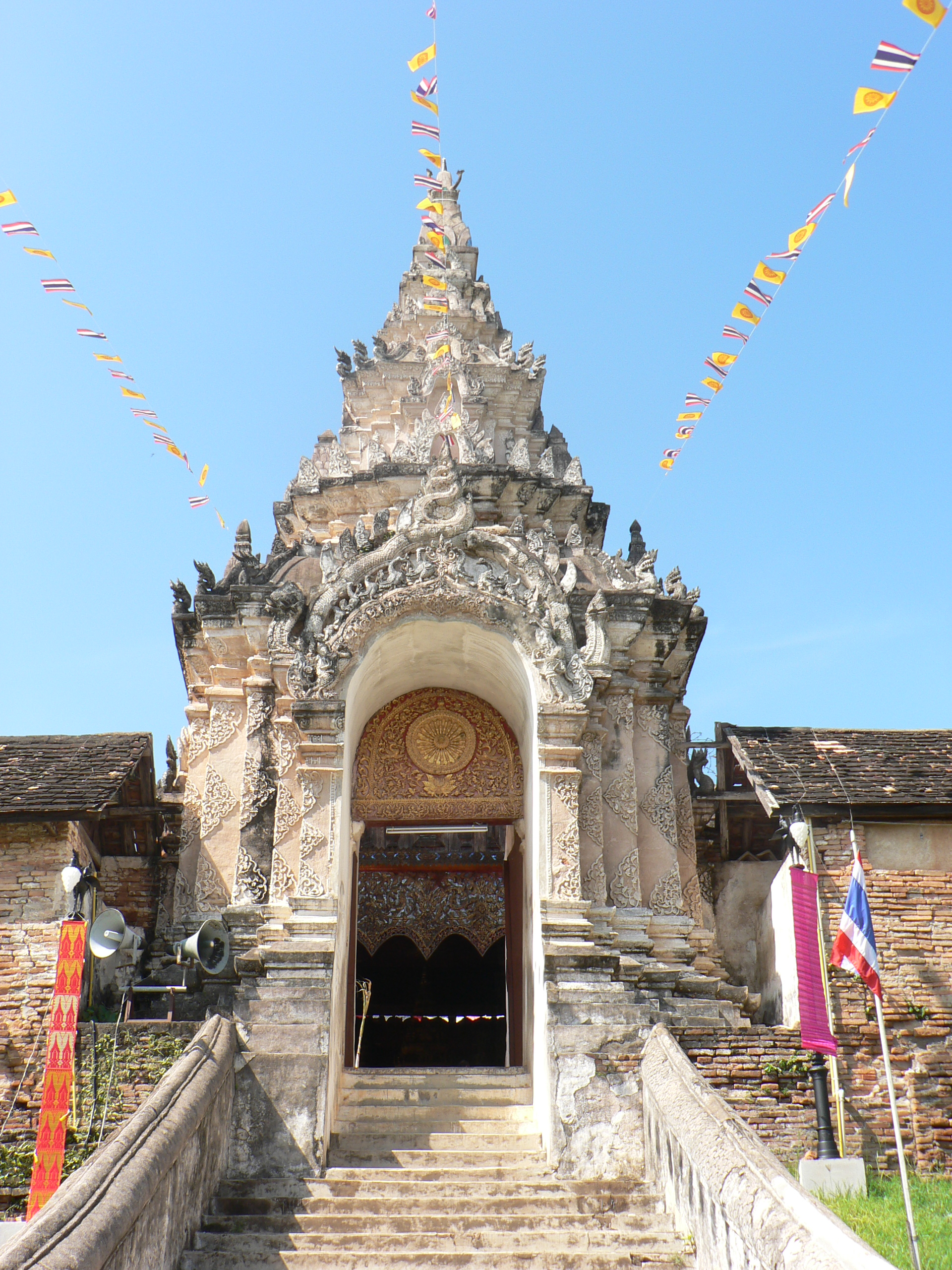
Wat Prathat Lampang Luang

Lampang (tajski: นครลำปาง) – miasto w północno-zachodniej Tajlandii, nad rzeką Wang (dorzecze Menamu), ośrodek administracyjny prowincji Lampang. Około 157 tys. mieszkańców.

## Główne zabytki
Świątynie w stylu birmańskim:
- Wat Phra That Lampang Luang
- Wat Phra Sung
- Wat Phra Keo Don Tao